# Varth: Operation Thunderstorm
Varth: Operation Thunderstorm, noto anche semplicemente come Varth, è un videogioco arcade a scorrimento verticale pubblicato da Capcom nel 1992.

## Trama
In un futuro lontano, i terrestri hanno colonizzato un pianeta extrasolare, chiamato Varth, dopo avervi installato Delta-7, un supercomputer di settima generazione, al fine di controllare le operazioni di tutti gli altri macchinari. Sfortunatamente un giorno Delta-7 impazzisce per un cortocircuito interno, modificandosi quindi nell'aggressiva piattaforma "DUO" (acronimo per Dimension Unbody Offender), che dopo aver infettato tutte le forze di difesa del pianeta le rivolge contro gli stessi abitanti, ritenendoli intrusi. L'80% di essi viene in breve tempo contaminato da DUO, con esiti letali. L'unica speranza per la colonia terrestre è riposta nei piloti di quattro aerei equipaggiati con computer di quarta generazione, sui quali DUO non può esercitare alcun controllo.

## Modalità di gioco
Il videogioco attinge molto dai titoli della serie 194X prodotta anch'essa da Capcom. L'obiettivo è quello di distruggere le unità nemiche evitando di essere colpiti (il giocatore ha tre vite a disposizione, senza punti ferita): 30 sono i livelli, alcuni dei quali terminano con un boss da affrontare. Qui però il giocatore può eventualmente disporre di accessori speciali, primi fra tutti i Pods, che possono essere adattati in due formazioni.
Normalmente i tipi di sparo sono tre:  un laser, una mitragliatrice e uno spazio multidirezionale, ciascuno con proprie caratteristiche. Inoltre sono disponibili tre diversi tipi di armi "a ventaglio": due diversi tipi di missili e il napalm. Come nei giochi 194X, Varth presenta anche bombe che consentono agli aerei di eseguire "mega crash", in forme diverse: i laser sprigionano un attacco di elettricità che coprirà l'intero schermo, la mitragliatrice rilascia proiettili che si sposteranno da un bersaglio all'altro, mentre lo sparo multidirezionale provoca una singola, grande esplosione che progressivamente si estenderà verso la parte superiore dello schermo.
Il gioco include anche potenziamenti, come icone che regalano punti bonus, oggetti che aumentano la potenza dell'arsenale del giocatore, più bombe speciali, alcune delle quali possono eliminare direttamente i nemici comuni presenti nella schermata. Un altro accessorio molto utile è lo Yashichi, che aggiorna le armi di un giocatore portandole subito al grado di potenza più alto.

## Boss
I boss sono sette, alcuni dei quali devono essere distrutti due volte, mentre quello finale addirittura tre.
- Spider (livello 1)
- Satellite (livelli 4 e 21)
- Dragon Fly (livelli 7 e 22)
- Crober Four (livelli 11 e 23)
- Steel Golem (livelli 15 e 24)
- Bloody Hawk (livelli 19 e 25)
- DUO (due volte nel livello 29 e una volta nel livello 30)

## Accoglienza
| Testata       | Giudizio |
| ------------- | -------- |
| Game Zone     | 3.5/5    |
| Sinclair User | 56/100   |

In Giappone, Game Machine ha elencato Varth: Operation Thunderstorm nel numero del 1º settembre 1992 come il diciottesimo gioco arcade di maggior successo dell'epoca. RePlay ha  affermato che il titolo è stato il terzo gioco arcade più popolare dell'epoca. Play Meter invece lo ha indicato come il quarantanovesimo gioco arcade più popolare nel suo periodo di uscita. Nel numero di ottobre 1992 della rivista giapponese Micom BASIC Magazine, è stato classificato all'ottavo posto in termini di popolarità.